# Sébastien Batlle
Sébastien Batlle (Llupià, 19 de març del 1914 - ?, 23 d'agost del 2006) va ser un militar rossellonès, general de l'exèrcit de l'aire francès.

## Biografia
Entrà a l'aviació el 1935 i es graduà oficial pilot a l'École militaire de l'air en la promoció de 1938. A la Segona Guerra Mundial estigué destinat al Nord d'Àfrica, primer (base de Setif -Constantinoble- i Marràqueix) i després al teatre d'operacions italià. A començaments del 1944 s'incorporà com a tinent al Grup de Reconeixement 2/33 "Savoie" i participà en operacions de reconeixement sobre Itàlia (amb bases successives a Pomigliano, Santa Maria Capua Vetere, Nettuno, Roma - Ponte Galeria, Tarquínia - Voltona i Follonica). Al maig del 1944, i amb grau de capità, dirigia l'esquadreta de reconeixement tàctic del G.R. 2/33. L'agost, l'esquadró donà suport al desembarcament de Provença des de les bases de Borgo i Calvi - Sainte Catherine a Còrsega, i va ser la primera unitat aèria a desembarcar a la França continental (base a Ramatuela). Per la seva actuació als teatres italià i francès, el 2/33 va ser citat a l'ordre del dia de l'exèrcit aeri i obtingué la Creu de Guerra 1939-1945 amb palma. Traslladat d'unitat al maig del 1945, el capità Batlle tornà al 2/33 el 27 d'abril del 1946 a Friburg, i prengué el comandament de la unitat 2/33, fins que en fou novament traslladat al 1948. Posteriorment, al 19 d'octubre del 1951, tornà a manar la unitat, ara com a cap de l'esquadreta ("chef d'Escadre") 2/33, amb base a Cognac. Durant la guerra d'Indoxina fou comandant de la base de Hải Phòng (1952). Finides les hostilitats, el 1955 comandava la base aèria d'Aurenja, a tocar d'Avinyó.
El 1962 era general de brigada aèria; quatre anys més tard, i ja com a general de divisió aèria, comandà la 4a. Regió Aèria, amb seu a Ais de Provença, entre el 1966 i el 1969.
Va ser president fundador de l'Association des anciens élèves de l'Ecole militaire de l'air. La seva població natal li dedicà una avinguda.

### Cita a l'orde del dia
| « | Décision N° 302 Sur la proposition du Ministère de l'Air, le Président du Gouvernement Provisoire de la République Française, Chef des Armées, cite: A l'ordre de l'Armée Aérienne: Le Groupe de Reconnaissance, sous les ordres du Commandant PIECHON. Le Groupe de Reconnaissance 2/33 vient en quelques mois de renouer avec les plus belles traditions de l'aviation de renseignements. Son Escadrille de Reconnaissance photo-statégique a déjà mérité une citation à l'Ordre de l'Armée pour les magnifiques résultats obtenus par ses équipages depuis 1943. Sous le Commandement du Capitaine BATLLE, l'Escadrille de reconnaissance tactique a effectué un travail non moins efficace sur les fronts d'Italie et en France. Engagé le 16 mai 1944 sur le front de la 5ème U.S. elle l'a appuyée depuis Guarigliano jusqu'à Florence, au cours de 480 sorties représentant 604 heures de vol de guerre. Passée en Corse, elle participe aux opérations de débarquements effectuant entre le 15 et le 19 août 1944, 46 sorties et 88 heures de vol de guerre. Première unité de l'Air débarquée sur la terre de France, elle est aussitôt engagée au profit de la 7ème Armée U.S. puis de la Ière Armée Française totalisant entre le 20 août et le 13 novembre 1944, 365 sorties et 585 heures de vol de guerre. Tous animés de la même ardeur au combat, pilotes, mécaniciens et divers se sont dépensés sans compter pour faire rendre au maximum les moyens mis à leur disposition. Y ont parfaitement réussi contribuant ainsi très largement au succès des opérations et à la victoire de nos armes. | » |
| — | |   |